# BK Liepājas Lauvas
 (septembre 2024).
Si vous disposez d'ouvrages ou d'articles de référence ou si vous connaissez des sites web de qualité traitant du thème abordé ici, merci de compléter l'article en donnant les références utiles à sa vérifiabilité et en les liant à la section « Notes et références ».
Maillots
Le BK Liepājas Lauvas est un club letton de basket-ball basé à Liepāja. Le club appartient à la LBL, la plus haute division du championnat letton, mais également à la deuxième division de la Ligue baltique, la Challenge Cup.

## Noms successifs
- 1991 - 1994 : BK Liepājas Metalurgs
- 1996 - 1998 : BK Baltika / Kaija
- 1998 - 2001 : BK Liepāja (98-01)
- 2001 - 2006 : BK Livu alus/Liepaja
- Depuis 2006 : BK Liepājas lauvas

## Palmarès
- Finaliste de la LBL : 1997
- Médaille de bronze de la LBL : 2000
- Finaliste de la Coupe Užava de basket-ball de Lettonie : 2023[1]

## Entraîneurs successifs
- 2005-? :  Armands Misus
- 2013-2016 :  Uvis Helmanis